# Hundtjärnarna (Åsele socken, Lappland)
Hundtjärnarna är en sjö i Åsele kommun i Lappland och ingår i Ångermanälvens huvudavrinningsområde.